# Sportplatz am Rothenbaum
Le Sportplatz am Rothenbaum est un ancien stade de football allemand situé à Rothenbaum, quartier central de l'arrondissement d'Eimsbüttel de la ville de Hambourg.
Le stade, doté de 27 000 places et inauguré en 1910, servait d'enceinte à l'équipe de football du Hambourg SV.

## Histoire
Le 1er novembre 1910, le Hamburger FC 1888, prédécesseur de l'actuel Hambourg SV, loue la zone de Rotherbaum, entre la Rothenbaumchaussee et la Straße Johannis Church, afin d'y construire sa propre installation sportive. Le stade ouvre ses portes cette même année.
Il est inauguré le 10 septembre 1911 devant 1 500 spectateurs lors d'une rencontre entre Hambourg SV et Holstein Kiel.
Durant la Première Guerre mondiale, le terrain sert de temps à autre pour les parades militaires.
En 1921, la pelouse est drainée, et 32 000 personnes peuvent y être accueillies à partir de 1922. Des marches en ciment sont installées. En 1924, le Rothenbaum est à nouveau agrandi et officiellement réinauguré le 3 août devant plus de 27 000 spectateurs lors du match contre le champion d'Allemagne du FC Nuremberg (score final 1-1).
En 1937, des tribunes couvertes sont construites sur les deux côtés. Il est à cette époque un des plus grands stades d'Allemagne.
Il sert de stade principal pour les matchs à domicile pour le club du Hambourg SV, et ce jusqu'en 1963, date à laquelle le club va s'installer au Volksparkstadion.
En 1980, la capacité du stade est réduite. Le Hambourg SV y joue alors de temps à autre quelques matchs durant les années 1980, laissant le stade à sa seconde équipe, ses jeunes et sa formation féminine.
Le 19 août 1989 a lieu le match professionnel au stade du Rothenbaum, lors d'une défaite 4-2 en coupe d'Allemagne 1989-90 du HSV contre le MSV Duisbourg.
La plupart des tribunes ferment en 1992. Pour une rénovation globale, le HSV manque de fonds. Le stade ferme alors définitivement ses portes en 1997,.
Aujourd'hui figurent des immeubles de bureaux et résidentiels à la place de l'ancien stade du HSV.

## Galerie

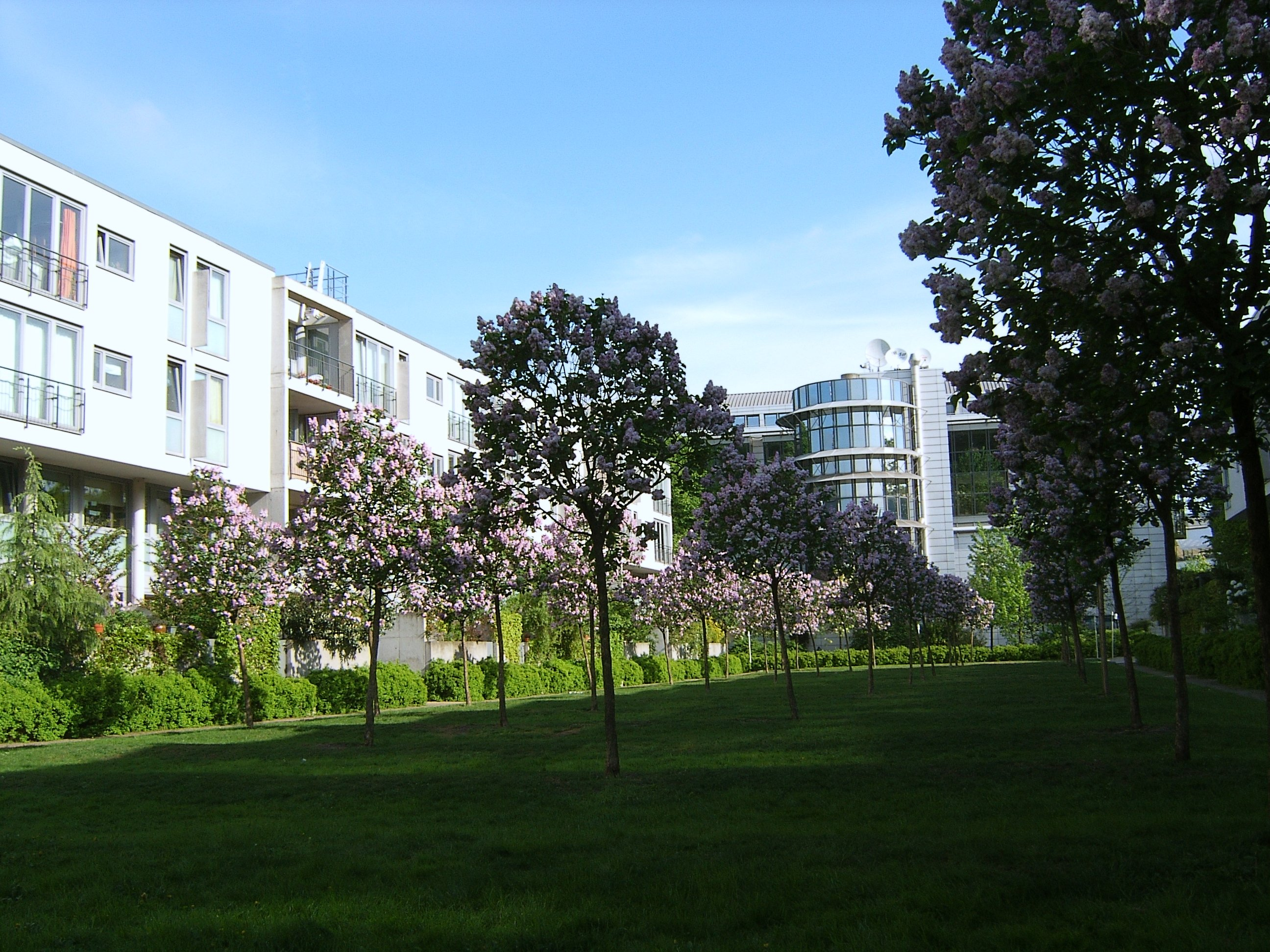
Bâtiments résidentiels et bureaux situés à la place de l'ancien stade